# حزب کمونیست اتریش
حزب کمونیست اتریش حزبی کمونیست در اتریش است.
حزب در سال ۱۹۱۸ ایجاد شد.
حزب Argument را منتشر می‌کند.
شاخه جوانان حزب Kommunistische Jugend Österreichs - Junge Linke است.
در انتخابات مجلس ۲۰۰۲ حزب 27 568 رای (0.56%) دریافت کرد. ولی حزب موفق به کسب کرسی در مجلس نشد.
رهبر حزب میرکو مسنر (Mirko Messner) است.